# Liste des théologiens musulmans
 (juin 2020).
Si vous disposez d'ouvrages ou d'articles de référence ou si vous connaissez des sites web de qualité traitant du thème abordé ici, merci de compléter l'article en donnant les références utiles à sa vérifiabilité et en les liant à la section « Notes et références ».

Ceci est une liste incomplète de théologiens musulmans notables. 

## Théologiens et philosophes traditionnels

### Ash'aris et Maturidis
- Abu al-Hasan al-Ash'ari
- Abu Mansur al-Maturidi
- Abu al-Yusr al-Bazdawi
- Abu al-Mu'in al-Nasafi
- Omar Sohrawardi
- Ibn Hibban
- Ibn Furak
- Abu Mansur al-Baghdadi
- Abu Ishaq al-Isfara'ini
- Abu al-Walid al-Baji
- Abu Bakr ibn al-Arabi
- Al-Bayhaqi
- Al-Baqillani
- Al-Qushayri
- Al-Shahrastani
- Al-Juwayni
- Ahmad al-Rifa'i
- Al-Ghazali
- Al-Baydawi
- Al-Maziri
- Ali Qushji
- Ali al-Qari
- Al-Sharif al-Jurjani
- Fakhr al-Din al-Razi
- Sayf al-Din al-Amidi
- Izz al-Din ibn 'Abd al-Salam
- Taqi al-Din al-Subki
- Taj al-Din al-Subki
- Ibrahim al-Dasouki
- Jalal al-Din al-Dawani
- Zakariyya al-Ansari
- Ibn Aqil
- Ibn al-Jawzi
- Ibn Khaldun
- Ibn Tumart
- Ibn Arafa
- Ibn Ashir
- Elîsh
- Ibn Abi Zayd
- Qadi Ayyad
- Ibn Hajar al-Haytami
- Shams al-Din al-Samarqandi
- Najm al-Din 'Umar al-Nasafi
- Sa'd al-Din al-Taftazani
- Najm al-Din al-Qazwini al-Katibi
- Shihab al-Din al-Qarafi
- Abu Hayyan al-Gharnati
- Abu Ali al-Hassan al-Yusi
- Abdel Qadir al-Jilani
- Abd al-Rahman al-Thaalbi
- Abd al-Rahman al-Fasi
- Abd al-Ghani al-Nabulsi
- Al-Maqqari al-Tilmisani
- Al-Sha'rani
- Al-Bahūtī
- Al-Maydani
- Ad-Desouki
- Ahmad Sirhindi
- Ahmad al-Dardir
- Ibrahim al-Bajuri
- Abdullah ibn Alawi al-Haddad
- Shah Waliullah Dehlawi
- Ahmad Rida Khan
- Rahmatullah Kairanawi
- Muhammad Zahid al-Kawthari
- Muhammad Mayyara
- Murtada al-Zabidi
- Muhammad Abu Zahra
- Yusuf al-Nabhani
- Muhammad Metwally al-Sha'rawy
- Ahmed Deedat
- Abdullah al-Harari
- Muhammad Said Ramadan al-Bouti
- Muhammad Alawi al-Maliki
- Noah Qudah
- Ali Gomaa

### Mu'taziles
- Wasil ibn 'Ata'
- Al-Qadi 'Abd al-Jabbar
- Al-Jubba'i
- Al-Jahiz
- Ben Hattab Mahdi
- Al-Zamakhshari
- Ibrahim al-Nazzam

### Autres
- Abu Muslim
- Al-Dinawari
- Al-Farabi
- Sayyid Ali Hamadani
- Al-Kindi
- Ibn Hazm
- Ibn Sina
- Ibn Taymiya
- Ibn al-Qayyim

Voir aussi la première philosophie musulmane, la philosophie islamique

## Les premiers théologiens et philosophessunnites
- Abu Hanifa
- Al-Shafi'i
- Malik ibn Anas
- Ahmad ibn Hanbal
- Daoud el-Zahiri
- Tahawi
- Junayd de Bagdad
- Harith al-Muhasibi

### Muḥaddithūn
- Bukhari
- musulman
- Abu Dawoud
- Tirmidhi
- Nasa'i
- Ibn Majah

## Théologiens et philosophes médiévaux
- Al-Biruni
- Al-Battani (Albatenius)
- Al-Buzjani
- Al-Farabi (Alpharabius)
- Al-Farghani
- Al-Ghazali (Algazenl)
- Al-Idrisi
- Al-Zarnuji
- Al-Khwarizmi (Algoritmi)
- Al-Kindi (Alkindus)
- Al-Masu'di
- Al-Mawardi
- Ibn al-Baitar
- Ibn al-Haytham (Alhazen)
- Ibn al-Nafis
- Ibn Khaldun
- Ibn Rushd (Averroès)
- Ibn Sina (Avicenne)
- Jalal al-Din Muhammad Rumi
- Omar Khayyám
- Sayyid Ali Hamadani (prédicateur et voyageur)

## Théologiens modernes
- Abdolkarim Soroush
- Abdul Qadeer Khan
- Ahmed Rida Khan
- Muhammad Tahir-ul-Qadri
- Akhtar Raza Khan
- Ali Shariati
- Alija Ali Izetbegovic
- Bilal Philips
- Fazlur Rahman
- Harun Yahya
- Idries Shah
- Inayat Khan
- Ismail Al-Faruqi
- Israr Ahmed
- Khaled Abou Al-Fadl
- Leila Ahmed
- Mawlana Muhammad Ilyas
- Muhammad Asadullah Al-Ghalib
- Muzaffer Ozak
- Nasiruddin Albani
- Dit Nursi
- Sayyid Abul Ala Maududi
- Shams-ul-haq Azeemabadi
- Sherman Jackson
- Seyyed Hossein Nasr
- Siraj Wahaj
- Syed Muhammad Naquib al-Attas
- Syed Nazeer Husain
- Ziauddin Sardar

Voir aussi philosophie islamique moderne, islamisation du savoir

## Imamschiites

### Athnā'ashariyyah-Les douze imams
1. Ali ibn Abi Talib
2. Hasan ibn Ali
3. Husayn ibn Ali
4. Ali ibn Husayn Zayn al-Abidin
5. Muhammad al-Baqir
6. Jafar Sadiq
7. Musa al-Kazim
8. Ali al-Rida (Ali Raza)
9. Muhammad al-Taqi
10. Ali al-Hadi (Ali Naqi)
11. Hasan al-Askari
12. Muhammad al-Mahdi

### ImamsZaïdites
1. Ali ibn Abu Talib
2. Hasan ibn Ali
3. Husayn ibn Ali
4. Ali ibn Husayn Zayn al-Abidin
5. Zayd ibn Ali

### ImamsIsma'iliens
1. Ali ibn Abu Talib (Nizarisme ismaélien et Qarmates - Sevener seulement; Asās/Wāsīh chez les Musta'liens ismaéliens)
2. Hasan ibn Ali (Qarmates - Sevener et Mustaliens seulement; Pir dans le Nizarisme)
3. Husayn ibn Ali
4. Ali ibn Husayn Zayn al-Abidin
5. Muhammad al-Baqir
6. Jafar Sadiq
7. Ismāʿīl ibn Jaʿfar
8. Maymūn Al-Qaddāḥ (Mustaliens et Nizarites Isma'iliens uniquement)

### Autres
- Al-Shaykh Al-Mufid
- Sharif al-Murtaza
- Nasir al-Din al-Tusi
- Al-Hilli
- Zurarah ibn A'yan
- Hisham ibn Hakam
- Agha Zia Addin Araghi
- Ja'far Sobhani

## Historiographes, politologues et sociologues
- Al-Masudi
- Ibn al-Tiqtaqa
- Ibn Hisham
- Ibn Ishaq
- Ibn Kathir
- Ibn Khaldoun
- Ibn Khallikan
- Mahdi ElMandjra
- Rashid-al-Din Hamadani
- Sayyid Qutb
- Tabari
- Usamah ibn Munqidh

## Voir également
- Kalam
- Aqidah
- Liste des personnes par croyance
- Liste des Ash'aris et Maturidis
- Liste des musulmans
- Savants musulmans occidentaux